# Panqueca

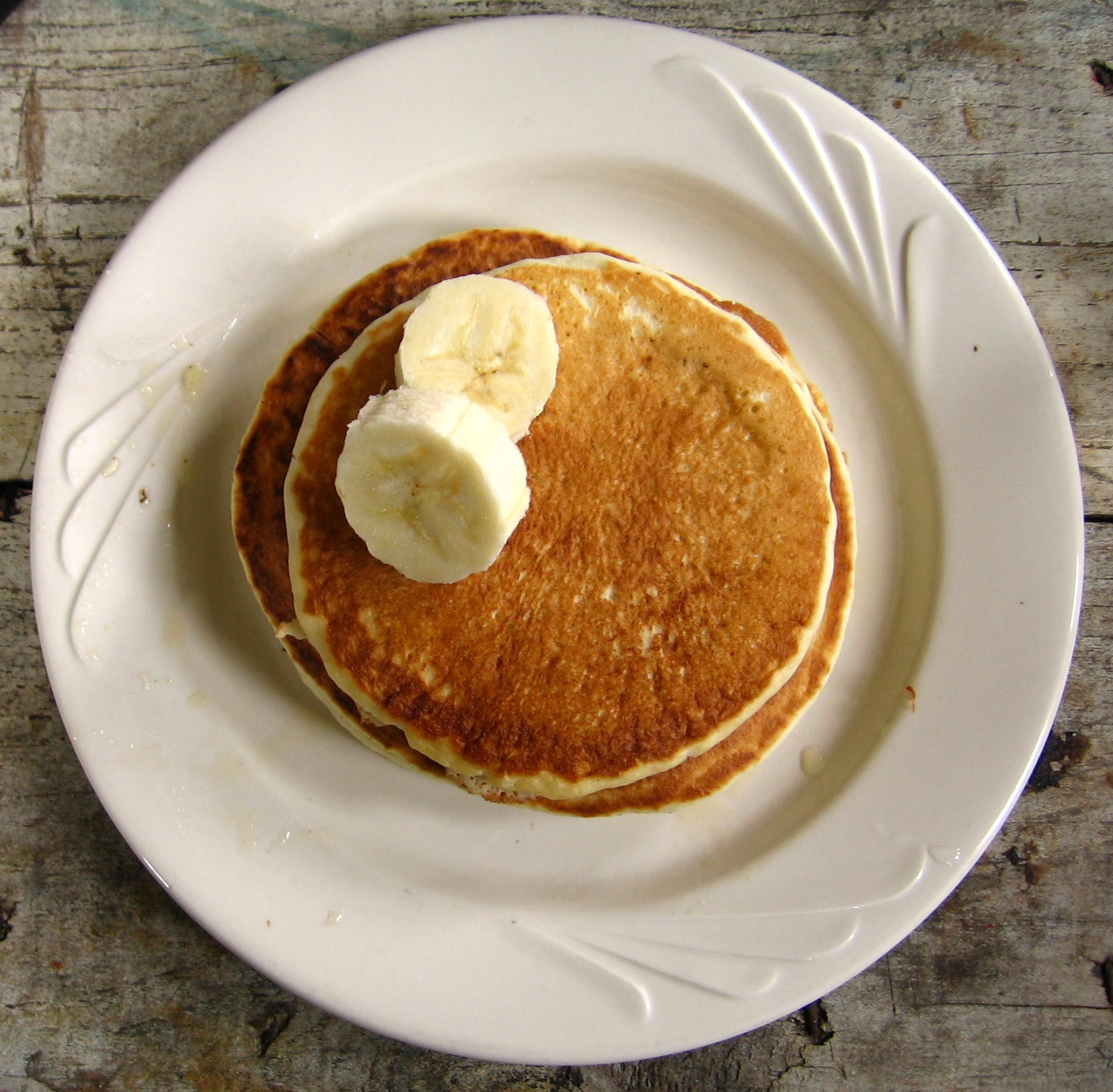
Panqueca estilo norte-americana (canadense e estadunidense).

Panqueca é um tipo de massa frita em pouco óleo sobre uma chapa ou frigideira quente, feita basicamente com ovos, farinha e leite.  Existem muitas variações regionais de panquecas, algumas contendo fermento ou outros ingredientes.
As panquecas de estilo americano levam geralmente mel como molho, acrescentando um sabor especial e doce às panquecas, ou American Pancakes, como são chamadas nos Estados Unidos. O nome vem das palavras "pan" (panela ou frigideira) e "cake" (bolo). 
Na maioria dos países da América do Sul e Central, as panquecas são um prato totalmente diferentes das panquecas norte-americanas. Elas são salgadas e, embora também levem o ovo como ingrediente principal, são enroladas e servidas com recheio de carne, atum ou frango. Outra diferença é que vão à mesa no almoço, e não no café-da-manhã (pequeno almoço) ou ao lanche.